# Earl Cameron
Earl Cameron; właściwie Earlston J. Cameron (ur. 8 sierpnia 1917 w Pembroke, zm. 3 lipca 2020 w Kenilworth) – brytyjski aktor filmowy, telewizyjny i teatralny urodzony na Bermudach. Jeden z pierwszych czarnoskórych aktorów, który grał w brytyjskich filmach.
Odznaczony Komandorią Orderu Imperium Brytyjskiego (CBE), 2009.
W styczniu 2013 otrzymał doktorat honoris causa Uniwersytetu w Warwick.
8 sierpnia 2017 obchodził 100. urodziny.

## Filmografia
Filmy:
- Pool of London (1951) jako Johnny Lambert (filmowy debiut)
- Simba (1955) jako Peter Karanja
- Safari (1956) jako Jeroge (Njoroge)
- Odongo (1956) jako Hassan
- Safari (1959) jako dr Robbins
- Zabójcy spod Kilimandżaro (1959) jako szaman
- Wspaniały Tarzan (1960) jako Tate
- Ogień na ulicach (1961) jako Gabriel Gomez
- Trzy wyzwania Tarzana (1963) jako Mang
- Broń w Batasi (1964) jako kpt. Abraham
- Operacja Piorun (1965) jako Pinder
- Bitwa pod dnem oceanu (1967) jako sierżant Seth Hawkins
- Dwaj dżentelmeni we wspólnym mieszkaniu (1969) jako Charles Marriott, ojczym Jane
- Rewolucjonista (1970) jako mówca
- Skorpion (1973) jako czarnoskóry pracownik w toalecie
- Ciepły grudzień (1973) jako ambasador George Oswandu
- Mesjasz (1976) jako Armah, król Aksum
- Kuba (1979) jako płk. Leyva
- Deja vu (1997) jako doktor
- Klucz do apokalipsy (2001) jako kardynał Chisamba
- Tłumaczka (2005) jako prezydent Edmond Zuwanie
- Królowa (2006) jako portrecista
- Incepcja (2010) jako starszy łysawy mężczyzna

Seriale TV:
- Doktor Who jako Williams (gościnnie, 1966)
- EastEnders jako pan Lambert (gościnnie)
- Nigdziebądź jako opat Czarnych Mnichów
- Dalziel i Pascoe jako Arthur Nolan (gościnnie, 2006)
- Na sygnale jako Horace Mumford (gościnnie, 2008)
- Budząc zmarłych jako Carlton Jordan (gościnnie, 2003)